# Héricy
Héricy – miejscowość i gmina we Francji, w regionie Île-de-France, w departamencie Sekwana i Marna. Przez miejscowość przepływa Sekwana. 
Według danych na rok 1990 gminę zamieszkiwało 2216 osób, a gęstość zaludnienia wynosiła 207 osób/km² (wśród 1287 gmin regionu Île-de-France Héricy plasuje się na 465. miejscu pod względem liczby ludności, natomiast pod względem powierzchni na miejscu 342.).